# Jozef Herda
Jozef Herda (n. 21 aprilie 1910, Trnava, Trnavský kraj, Slovacia – d. 4 octombrie 1985, Bratislava, Cehoslovacia) a fost un scriitor ce a reprezentat Cehoslovacia, medaliat olimpic. A participat la o ediție a Jocurilor Olimpice (1936) în care a câștigat o medalie de argint.

## Participări
Lista de mai jos prezintă principalele competiții la care a participat Jozef Herda de-a lungul carierei.
- Lupte la Jocurile Olimpice de vară din 1936